# Contea di Bibb (Alabama)
La contea di Bibb, in inglese Bibb County, è una contea dello Stato dell'Alabama, negli Stati Uniti. La popolazione al censimento del 2000 era di 22 915 abitanti. Il capoluogo della contea è Centreville.
Si tratta di una dry county, anche se al suo interno vi si trovano wet cities.

## Geografia fisica
La contea si trova quasi al centro dello Stato, ed è bagnata dal Cahaba. Il terreno è per la maggior parte collinoso e nella parte nord vi si trovano degli importanti depositi di minerali. Lo United States Census Bureau certifica che l'estensione della contea è di 1 622 km², di cui 1 614 km² composti da terra e i rimanenti 8 km² composti di acqua.
Il fiume Cahaba attraversa la contea di Bibb da nord a sud, e i suoi affluenti, Little Cahaba, Sixmile Creek e Shultz Creek, attraversano le zone orientali e occidentali della contea. Numerose altre insenature si intersecano nella sua regione sud-occidentale. La vicinanza del fiume Cahaba e della Talladega National Forest fanno della contea di Bibb una popolare meta ricreativa. Un tempo considerato il paradiso dei pescatori, il fiume Cahaba è meglio conosciuto per la sua natura selvaggia. Il Croton alabamensis nasce quasi esclusivamente lungo le rive del fiume.

### Contee confinanti
- Contea di Jefferson - nord
- Contea di Shelby - nord-est
- Contea di Chilton - sud-est
- Contea di Perry - sud
- Contea di Hale - ovest
- Contea di Tuscaloosa - nord-ovest

## Storia
La contea di Bibb fu creata attraverso un atto della Legislatura Territoriale dell'Alabama il 7 febbraio 1818, un anno prima che l'Alabama diventasse uno stato. Originariamente chiamata Cahaba County, per il fiume che la attraversa, la contea fu ribattezzata Bibb County nel 1820 in onore del primo governatore dell'Alabama, William Wyatt Bibb. Prima che i coloni si trasferissero nella zona, era popolato dai Creek, che vivevano lungo le rive del Cahaba e dei suoi affluenti. Nel 1815 popolazioni non-indiane iniziarono a trasferirsi nell'area e Centerville divenne il capoluogo della contea.
La contea di Bibb era estremamente ricca di minerali, carbone, argilla e legname e, all'inizio del XIX secolo, gli imprenditori locali fondarono diverse piccole fucine di ferro nelle aree settentrionali e nord-orientali della contea. La fornace Oxmoor di Blocton è stata la prima a produrre ghisa nello stato. Nel 1850, la contea di Bibb si classificò al terzo posto nella produzione di ferro, il che rese la regione estremamente preziosa per la Confederazione durante la guerra civile. Brierfield Ironworks fu fondata nel 1861 e acquistata dal governo confederato due anni dopo per la produzione di ferro per uso militare; in seguito fu bruciato dalle truppe dell'Unione sotto il comando del generale James H. Wilson. Dopo la guerra civile, la Contea di Bibb ebbe un notevole fermento economico e sociale, poiché quasi la metà della popolazione nel 1865 era costituita da ex schiavi. Gli anni della ricostruzione sono stati caratterizzati da una crescente violenza contro i neri, dall'aumento della povertà e dell'illegalità.
Verso la fine del diciannovesimo secolo, l'area sperimentò un boom nelle industrie del legno e del carbone; inoltre si trasferirono nella zona molti immigrati provenienti da Belgio, Italia, Austria, Ungheria e Bulgaria. Le condizioni pericolose nelle miniere richiamarono i difensori dei diritti dei lavoratori dell'United Mine Workers, che guidarono i minatori di Bibb County in scioperi nel 1894, 1904, 1908 e 1920. La situazione dei minatori attirò l'attenzione del sindacalista Eugene Victor Debs, che parlò al popolo a Blocton nel 1896. L'area ricevette una spinta economica nel 1898 quando un ramo della Mobile and Ohio Railroad fu completato nella parte sud-orientale della contea.
Il 27 aprile 2011 gli Stati Uniti sudorientali furono colpiti da potenti tornado; 250 le vittime in Alabama, tra cui una a Brent.

## Società

### Evoluzione demografica
Abitanti censiti (migliaia)

Grafico delle fasce di età in base al censimento del 2000

Al censimento del 2000, risultano 20 826 abitanti, 7 421 nuclei familiari e 5 580 famiglie residenti nella contea. La densità della popolazione è di 12,90 ab./km². Ci sono 8 345 alloggi con una densità di 5/km². La composizione etnica della città è 76,66% bianchi, 22,20% neri o afroamericani, 0,24% nativi americani, 0,08% asiatici, 0,01% isolani del pacifico, 0,29% di altre razze, e 0,51% meticci. L'1,01% della popolazione è ispanica.
Dei 7 421 nuclei familiari, il 34,40% ha figli di età inferiore ai 18 anni che vivono in casa, il 58,40% sono coppie sposate che vivono assieme, il 12,70% è composto da donne con marito assente, e il 24,80% sono non-famiglie. Il 22,10% di tutti i nuclei familiari è composto da singoli e il 9,40% da singoli con più di 65 anni di età. La dimensione media di un nucleo familiare è di 2,64 mentre la dimensione media di una famiglia è di 3,08.
La suddivisione della popolazione per fasce d'età è la seguente: 25,4% sotto i 18 anni, 9,50% dai 18 ai 24, 30,90% dai 25 ai 44, 22,70% dai 45 ai 64, e 11,60% oltre i 65 anni. L'età media è 35 anni. Per ogni 100 donne ci sono 106,60 uomini. Per ogni 100 donne sopra i 18 anni ci sono 107,00 uomini.
Il reddito medio di un nucleo familiare è di 31 420$, mentre per le famiglie è di 37 230$. Gli uomini hanno un reddito medio di 30 413$ contro i 21 070$ delle donne. Il reddito pro capite della città è di 14 105$. Il 20,60% della popolazione e il 14,90% delle famiglie è sotto la soglia di povertà. Sul totale della popolazione, il 27,60% dei minori di 18 anni e il 18,80% di chi ha più di 65 anni vive sotto la soglia di povertà.

## Cultura

### Istruzione
Il Bibb County School System impiega attualmente circa 240 insegnanti e amministratori che sguidano circa 3 500 studenti in 10 scuole pubbliche. Inoltre, l'area include due scuole private, la Cahaba Christian Academy e la McCully Hill Christian School.

## Economia
Durante il diciannovesimo secolo, l'agricoltura e la lavorazione del ferro erano le occupazioni prevalenti nella contea di Bibb. Abbondanti depositi minerari nella parte settentrionale della contea ne fecero un importante centro di produzione, e la Confederazione acquistò produzioni di Brierfield Ironworks nel 1863 per aiutare lo sforzo bellico meridionale. Dopo essere stata bruciata dalle forze dell'Unione nel 1865, Josiah Gorgas divenne uno dei tanti che tentò invano di far rivivere l'industria del ferro nella contea. Nel 1900, le fiorenti industrie di Birmingham eclissarono l'area. Grazie alla presenza di pino, quercia, noce, Liriodendron tulipifera, gomma, cedro e Cornus, il commercio di legname divenne rapidamente molto redditizio.
Molti residenti del diciannovesimo secolo si guadagnavano da vivere con prodotti agricoli, tra cui grano, segale e soprattutto cotone. Nel 1860, la contea riportò la produzione di 8 303 balle di cotone. La produzione di cotone diminuì durante gli anni del dopoguerra, ma le ferrovie contribuirono a stimolare le industrie del legname e del carbone, che sarebbero diventate l'industria principale della città tra la fine del XIX e l'inizio del XX secolo.

### Occupazione
La forza lavoro nell'attuale contea di Bibb è divisa tra le seguenti categorie professionali:
- Produzione (16,8%)
- Servizi educativi, assistenza sanitaria e assistenza sociale (14,0%)
- Commercio al dettaglio (13,2%)
- Costruzione (12,8%)
- Trasporto, magazzinaggio e servizi di pubblica utilità (9,3%)
- Altri servizi, ad eccezione della pubblica amministrazione (5,7%)
- Finanza e assicurazione, immobiliare, noleggio e leasing (5,4%)
- Servizi professionali, scientifici, di gestione, amministrativi e di gestione dei rifiuti (5,4%)
- Pubblica amministrazione (4,9%)
- Arte, intrattenimento e attività ricreative, servizi di alloggio e ristorazione (4,7%)
- Agricoltura, silvicoltura, pesca, caccia ed estrazione (4,1%)
- Commercio all'ingrosso (2,8%)
- Informazioni (0,8%)

## Infrastrutture e trasporti

### Principali strade ed autostrade
Le principali vie di trasporto includono:
- U.S. Highway 82
- State Route 5
- State Route 25
- State Route 58
- State Route 219

### Aeroporti
L'aeroporto di Bibb County è l'unico aeroporto pubblico della contea.

## Comuni[10]
- Brent - city
- Centreville - city
- Vance[11] - town
- West Blocton - town
- Woodstock[12][11] - town